# Ozuluama de Mascareñas
Ozuluama de Mascareñas är en kommun i Mexiko.   Den ligger i delstaten Veracruz, i den sydöstra delen av landet, 280 km nordost om huvudstaden Mexico City. Antalet invånare är 23 190. Arean är 2 357 kvadratkilometer.
Terrängen i Ozuluama de Mascareñas är huvudsakligen platt, men söderut är den kuperad.
Följande samhällen finns i Ozuluama de Mascareñas:
- Ozuluama
- Cucharas
- Paso Real
- Poblado Tierra y Libertad
- Alto del Moralito
- Potrerillos
- Alto del Tigre
- Estación la Puente
- La Esperanza
- Alto del Pozo Viejo
- Los Zavales
- El Mirador
- Dos Esterillos
- Poza del Tule
- El Porvenir
- Buenos Aires